# Pekáry József
Zebegnyői Pekáry József, Pekarik József Imre (Pest, 1834. január 21. – Budapest, 1914. április 26.) magyar királyi államrendőrségi főkapitány-helyettes. 

## Családja
Szülei Pekarik (Pekáry) Imre és Stadler Erzsébet. 1834. január 30-án keresztelték Pesten, a terézvárosi plébánián. 1860. augusztus 18-án Pesten, a terézvárosi római katolikus plébánián kötött házasságot Forinyák Jozefával, aranylakodalmukat 1910. augusztus 18-án ülték meg. Sógora Forinyák Géza joghallgató, egykori diákvezér volt.

## Életútja
Tanulmányait Budapesten végezte. 22 éves korában a helytartótanácsnál dolgozott, ahonnan Mezőtúrra szolgabírónak vitték. 1859-ben megint a helytartótanácsnál működött, majd a következő évben a főváros szolgálatába állott és 4 esztendeig dolgozott a tanácsban mint aljegyző. 1864-ben az akkor pestvárosi rendőrséghez került és nemsokára terézvárosi alkapitány lett, ebben a minőségben 1867-ig működött. A tisztújítások alkalmával kisebbségben maradt, s a közélettől visszavonult. 1878-ban megint visszatért a rendőrtisztviselői pályára és átvette a II. kerületi kapitányság vezetését. 1881-ben tanácsos lett és mint ilyen a közigazgatási ügyosztály élére került. Végül 1886-ban főkapitányi helyettes lett. 1895-ben a szerb Takova-rendet nyerte el, 1896-ban királyi tanácsosi címet kapott és a román korona-rend tisztikeresztjével tüntették ki.

## Forrás
- Pekáry. In  A Pallas nagy lexikona. Szerk. Bokor József. Budapest: Arcanum – FolioNET. 1998.  ISBN 963 85923 2 X